# Pieve di Bono
Pieve di Bono là một đô thị ở tỉnh Trento ở vùng Trentino-Alto Adige/Südtirol của Ý, tọa lạc cách 40 km về phía tây nam của Trento. Tại thời điểm ngày 31 tháng 12 năm 2004, đô thị này có dân số 1.391 người và diện tích là 20,9 km².
Pieve di Bono giáp các đô thị: Tione di Trento, Praso, Lardaro, Concei, Bersone, Prezzo, Castel Condino, Bezzecca, Cimego và Tiarno di Sotto.